# Popularna demokratija
Popularna demokratija je oblik direktne demokratije zasnovane na referendumu i drugim načinima osnaživanja i konkretizacije volje društva. Koncept se razvio iz političke filozofije populizma, kao pun demokratski vid popularne ideologije osnaživanja, ali od kada se koncept odvojio od populizma, neki vode diskusiju da li su sada ovi koncepti antagonistički ili nepovezani (pogledajte vrednosti). Sam izraz se koristi još od 19. veka i može se upotrebiti za politiku engleskog građanskog rata, ali se pojam (u trenutnom obliku) smatra novijeg veka. 

## Rana upotreba termina i/ili koncepta
Neke figure, poput producenta,režiser i pisca tv dokumentaraca Kolina Tomasa, vide poravnjače, kao grupe koje zastupaju ranu popularnu demokratiju i pružaju otpor Stjuartovoj monarhiji i engleskoj republici Olivera Kromvela. Tomas vidi liniju ove rane popularne demokratije kako prolazi kroz nekonformističku crkvu, do američkih revolucionara a kasnije britanskih sindikata.
Tomas Pejnov pamflet ,,Doba razuma’’ se ponekad posmatra kao forma odbrane popularne demokratije. Endru Džekson je smatran, kao političar i kao predsednik, jednim od branioca popularne demokratije, smatra se da je njegovo predsedništvo načinilo tranziciju sa republičke (Džefersonove demokratije) na popularnu demokratiju (Džeksonova demokratija) u Sjedinjenim Američkim Državama.
Volt Vitman je koristio tu reč u svom delu ,,Democratic Vistas’’  za neodređeni pojam masovne demokratije sa univerzalnim pravom glasa za manje više direktne i parcitipativne tipove demokratije koje je on branio. Priznao je da sistem ima neke nesigurnosti, ali on ,,praktično opravdava sam sebe izvan najopasnijih zahteva i najluđih nada svojih entuzijasta’’. VIlijam Dženings Brajan se može smtrati popularnin demokratom na osnovu svoje podrške demokratiji zasnovanoj na popularnoj suverenosti.
Teodor Ruzvelt je smatran braniocem popularno demokratskog bunta protiv velikih biznisa i elite.
Na kraju prve polovine 20. Veka , Hrišćanske demokratske partije su više preferirale termin ,,popularni demorati’’ nego Hrišćanski demokrati.

## Sredina 20. veka
U Indiji nakon sticanja nezavnisnosti, popularna demokratija, zajendo sa ekonomskim i socijalnim liberalizmom i hindu nacionalizmom je  smtrana jednom od glavnih struja koje su pokušale od 1947.godine da definišu indijsku politiku.
Za Iran se ponekad kaže da je imao istoriju popularne demokratije paralelno sa Pahlavi monarhijom pre zbacivanja Mosadika i obnavljanja šaha.
Judžin Mekarti je posmatran kao kandidata za predsednika koji je zastupao popularnu demokratiju 1968 godine.
Godine 1969, Muamer el Gadafi je zbacio zapadnjački orijentisanu monarhiju i napravio je sistem za koji je on tvrdio da je popularna demokratija.

## Kraj 20. veka
Slično Gathafi-ju, Hafez el Asad, zvanično je okončao jednopartijski sistem Ba'ath pučem 1970. godine. proglašavajući stvaranje višepartijske narodne demokratije. Jednopartijski sistem je u Siriji uspostavljen 1963. godine. 
Al Gathafi je 1975. godine napisao Zelenu knjigu, u kojoj on brani svoj politički sistem, kao oblik "direktne i narodne demokratije" koja se zasniva na volji naroda umesto predstavničkih parlamenata.
Nakon pada Ferdinanda Markosa 1986. godine, na Filipinima je osnovan istraživački i advokatski centar pod nazivom Institut za narodnu demokratiju. Ovaj institut često kritikuje "Elitnu politiku" i brani reformiste lokalnih društvenih pokreta.
Nekoliko komunista iz Burkine Faso osnovalo je 1989. godine grupu koja je podržavala Marksističko-Lenjinističku narodnu demokratiju (sa ekonomskog plana slobodnog tržišta) - Organizacija za narodne demokratije - radnički pokret. Godine 1991. odrekli su se ideologije Marksizam-Lenjinizam i transformisali su je u oblik narodne demokratske filozofije.
Neki smatraju da Vaclav Havelova demokratija skoncentrisana na civilno društvo Čehoslovacke predstavlja još jednu formu narodne demokratije.
Godine 1996. Organizacija za narodnu demokratiju - radnički pokret osnovao je Kongres za demokratiju i napredak, budući da je sadašnja vladajuća partija u Burkini Faso.

## Danas
Internet se ponekad smatra kao vitalni deo ili primer moderne narodne demokratske prakse.
Neke marksističke grupe smatraju da sadašnji Bliski istok želi i da se trenutno priprema za narodnu demokratiju (što se u ovom kontekstu može odnositi  na Marksističku narodnu demokratiju), ali je ova zamisao sprečena “Neokonzervatinim dizajnom regiona” i američkim snagama.
Postoje znakovi protumačeni od strane analitičara kao mogućnosti za narodnu demokratiju u Nigeriji, Abhaziji i Gruziji.
Ponekad se smatralo da bivši predsednik Venecuele Ugo Čavez praktikuje ili simulira narodnu demokratiju.
Godine 2003. objavljena je jedna od glavnih knjiga procene popularne demokratije, Hilari Vejnrajt Reclaim the State: Experiments in Popular Democracy, kritika kako socijaldemokratije i velike vlade i neoliberalizma i velikog biznisa. 
Pokret Kineske demokratije ponekad bira popularni demokratski sistem kao najlakši demokratski model, iz koga je Narodna Republika Kina mogla da se razvije iz postojećeg jednopartijskog sistema ("demokratija naroda"), nečega što je već kritikovano kao izdaja od strane nekih kineskih aktivista demokratije.

## Vrednosti
Pošto je popularna demokratija ideal direktne i participativne demokratije zasnovane na provincijskim pokretima, ona baš nema dobro definisane vrednosti izvan podrške za ovakav tip demokratije u više reprezentativnih tipova. Ali načinjeni su neki pokušaji da se definišu ideali popularne demokratije na osnovu da je ova direktna demokratija samo korak ka celoj demokratiji. Neki od predloga za zajedničke vrednosti popularne demokratije:
- Građanska prava (sloboda govora, debate i istraživanja)
- Direktna demokratija
- Ugledne,  masovne medije bez sklonosti
- Ekonomska demokratija
- Jednakost pre zakona
- Popularna suverenost
- Anti-pristrasnost

Participativni budžet i polise Porto Alegre foruma su takođe povezane sa popularnom demokratijom od strane nekih levičarskih autora.
Pošto je ideal Narodne demokratije proizašao iz predloga Populizma (npr: popularno pravilo u demokratiji je pravednije od elitističkih parlamenata; odluke opšteg referenduma su pravednije od odluka ograničenih grupa poput parlamenata i vlada), i platforme određanih grupa koje tvrde da su Narodno demokratske su vrlo slične nekim  raznim demokratijama i poddemokratskim populističkim pokretima, postoji diskusija na temu povezanosti između obe političke filozofije.

## Podrška
Ideal je trenutno podržan od strane Glena Smita (koji je povezan sa Rockrigdge institutom, sada mrtvom organizacijom) i od mnogih drugih progresivnih, liberalnih i naprednih demokrata.
Iskorišćavajući neodređenost koncepta mnoge partije u sirokom rasponu ideologija nazivaju sebe narodnim demokratskim partijama, narodnim demokratskim strankama ili narodnim partijama ili čak demokratskim narodnim strankama ili demokratskim narodnim partijama i podržavaju ili tvrde da podržavaju narodni suverenitet u nekoj formi narodne demokratije.
Alister Mekonaki piše česte članke u kojima podržava narodnu demokratiju za trustove mozgova suverenosti, kojom on upravlja.
Heri C. Bojt je sebe opisao kao populistu, usvojio je neke narodno demokratske teme u svojoj podršci provincijskoj demokratiji.
Maoisti iz Nepala takođe podržavaju socijalistički, neelitistički, oblik narodne demokratije. koji se može shvatiti kao oblik demokratije Maoista ali se više zasniva na narodnoj participaciji a manje na avangardne partije.

## Kritike
Vitmen je napisao ,,Demokratski pogledi", kao odgovor na kritiku opšteg prava glasa i potpune demokratije Tomasa Karlajla u ,,Latter-Day Pamphlets" , koji smatra da bi sistem narodne demokratije dao previše prava neobrazovanim masama ljudi, koja bi po pravilu trebalo da pripadnu visoko obrazovanim ljudima i aristokratama. Ove kritike su više puta ponovljene kako bi narodna demokratija bila prikazana kao još jedan vid vladavine rulje.
Ideja većinske, na volji naroda zasnovane demokratije smatrana je za olakšavanje progona Sri Lankan Tamils-a.
Druga ograničenja narodne demokratije su se pokazala u odnosu prema drugim društvenim pokretima (feminizam i sindikalizam).